# Baschnja Rowan
Baschnja Rowan (russisch Башня Rowan, wiss. Transliteration Bašnja Rowan) ist eine russische Band, die 1995 von Tikki A. Scheljen (russisch Тикки А. Шельен) in Sankt Petersburg gegründet wurde. Ins Deutsche übertragen kann der Name der Band als Ebereschenturm verstanden werden.
Die Stilrichtung der Gruppe wird häufig mit Folk-Rock angegeben, in einigen Webforen werden zur Beschreibung des Stils die Bezeichnungen Neofolk und Art’n’Rock’n’Folk’n’Fusion verwendet. Die Musik der Gruppe ist sehr melodisch, meist steht der Gesang im Vordergrund, sie enthält Elemente des Rock und des Blues sowie anderer Stilrichtungen.
Hervorgegangen aus einem Umfeld St. Petersburger Bands wie Ptiza Si (russisch Птица Си, Vogel Si) und R*oshdestwo (russisch Р*ождество, Weihnachten) veränderte sich die Zusammensetzung Baschnjas immer wieder, dies am radikalsten mit dem Umzug der Gründerin nach Moskau.
Baschnja hat sich mit einigen Alben und vielen Konzerten einen festen Platz in der russischen Alternativ- und Undergroundszene etabliert.
Die Texte sind geprägt von komplexer Lyrik, Wortspielen und Bezügen auf nordische, speziell keltische Mythologie. Dies äußert sich beispielsweise in Referenzen auf Gottheiten wie Freya und ihre Priesterinnen oder Angus. Auch der Name Baschnja Rowan kann als Bezug auf heidnische Traditionen verstanden werden, ist Rowan doch Englisch für Eberesche, die als magische Pflanze der Gottheit Thor geweiht war und deren Holz von Druiden für verschiedene Zwecke verwendet wurde. Zwei Alben beginnen jeweils mit einem Lied, das den keltischen Monat und Übergang vom Sommer zum Herbst Samhain nennt: Tschorny samajn (Schwarzer Samhain) im Album Marsch urodow (Marsch der Missgeburten) und Krasny samajn (Roter Samhain) im Album Ptschelowetschnost (russ. Пчеловечность, zu deutsch etwa „Bienenewigkeit“). Die Texte der Gruppe weisen zum Teil auch sozialkritische Inhalte auf.

## Besetzung
Die Besetzung von Baschnja Rowan unterlag einer starken Fluktuation. Die Besetzung beim Einspielen des letzten Albums (Ab laternae) lautete wie folgt:
- Tikki A. Scheljen (Тикки А. Шельен), (Gesang, akustische Gitarre, Texte)
- Marija Logofet (Мария Логофет), (Geige)
- Oleg Kanakow (Олег Канаков), (Bass)
- Alina Saizewa (Алина Зайцева), (Keyboard)
- Andrei Tscharupa (Андрей Чарупа), (Schlagzeug)
- Stas Walischin (Стас Валишин) – Administration

## Diskografie
- Marsch urodow (Марш уродов, Marsch der Missgeburten), 1998
- Horribile Dictu, 2000
- Ptschelowetschnost (Пчеловечность, Bienenewigkeit), 2002
- Ab laternae – Livemitschnitte von Konzerten 2003-2004, 2005